# Џереми Додсон
Џереми Додсон (енгл. Jeremy Dodson; Њујорк, 30. август 1987) је амерички спринтер, који се од октобра 2014. такмичи за Самоу.
Његова мајка Пеги Мауала је из Апије главног града Самое. Он живи у Денверу, где је и одрастао. Године 2010. освојио је треће мести у дисциплини 200 м на Првенстви Сједињених Америчких Држава резултатом 20,99. Ушао је у репрезентацију за учешће на Светском првенстви у Тегуу 2011. на 200 метара, где је испао у квалификацијама. Као члан америчкере штафете 4 х 400 м освојио је бронзану медаљу на Панамеричким играма исте године.
Његови лични рекорди су:
100 м 10,25 - Лонгмонт у Колораду 3. мај 2013.
200 м 20,27 - Гринвуд у Колораду, 1. јун 2014.
Од октобра 2014 предатавља Самоу на атлетским такмичењима. На првенству Океаније 2015 победио је у трци на 200 м, а био други на 100 м.
На Светском првенству 2015. у Пекингу у квалификацијама 25. августа 2015. поставио је нови национални рекорд Самое резултатом 20,31. Такмичење је завршио у полуфиналу.

## Значајнији резултати
| Год.  | Такмичење            | Место                | Дисциплина | Плас. | Рез.     | Дет.   |
| САД   | САД                  | САД                  | САД        | САД   | САД      | САД    |
| ----- | -------------------- | -------------------- | ---------- | ----- | -------- | ------ |
| 2011. | Светско првенство    | Тегу, Јужна Кореја   | 200 м      | 30    | 20,92    |        |
| 2011. | Панамеричке игре     | Гвадарахара, Мексико | 4 х 400 м  |       | 39,17    |        |
| Самоа |                      |                      |            |       |          |        |
| 2015. | Океанијско првенство | Кернс, Аустралија    | 100 м      | 2.    | 10,35    | pp. 12 |
| 2015. | Океанијско првенство | Кернс, Аустралија    | 200 м      | 1.    | 20,56 НР | pp. 13 |
| 2015. | Светско првенство    | Пекинг, Кина         | 100 м      | 21    | 20,53    |        |